# 长吻平头鱼
长吻平头鱼（学名：Alepocephalus longirostris）为黑头鱼科黑头鱼属的鱼类。其种加词“longirostris”意为“长吻的”。為深海魚類，分布於西北太平洋日本琉球海溝海域，棲息深度1000-1140公尺，體長可達24公分，棲息在底層水域，生活習性不明。